# Gogolia filewoodi
Il palombo dal dorso a vela (Gogolia filewoodi Compagno, 1973) è una specie di palombo della famiglia dei Triakidi, unico rappresentante del suo genere. È diffuso nelle acque profonde della piattaforma continentale al largo della Papua Nuova Guinea settentrionale. È noto solamente a partire da un unico esemplare, rinvenuto a 73 m di profondità, che misurava 74 cm di lunghezza. È una specie ovovivipara.